# Moussa Akari z Baridy
Moussa Akari z Baridy (ur. prawdopodobnie w 1482, zm. 4 marca 1567) – duchowny katolicki kościoła maronickiego, w latach 1524–1567 48. patriarcha tego kościoła - "maronicki patriarcha Antiochii i całego Wschodu".